# Satélites ÑuSat (nanosatélites)
Los satélites ÑuSat son una serie de satélites argentinos de la empresa Satellogic dedicados a la observación de la tierra como parte de la constelación comercial Aleph-1.
Iniciaron sus operaciones en el año 2016 con el lanzamiento de dos satélites apodados "Fresco" y "Batata", que se convirtieron en los primeros satélites comerciales de la Argentina. Los siguió en junio de 2017 el satélite apodado "Milanesat".
En total, 25 satélites ÑuSat formaran parte de la constelación Aleph-1.

## Diseño
Basado en las experiencias ganadas con BugSat 1, los satélites poseen un diseño idéntico de 40 cm × 43 cm × 75 cm y 37 kilos de masa. Poseen un sistema de cámaras que operan en el espectro visible de la luz e infrarrojo. Utilizan baterías de polímero de litio y su propulsión es a base de butano.

## Misión
Los satélites conforman la constelación Aleph (en referencia a El Aleph, cuento de Jorge Luis Borges), su capacidad de observación de la tierra será utilizada para el seguimiento de la agricultura, oleoductos y eventos climáticos.

## Comunicación con la tierra
Los satélites poseen un transpondedor U/V de 2 W con capacidad de 8 GHz de bajada y 2 GHz de subida funcionando con un ancho de banda de 100 kHz.
Adicionalmente, ÑuSat 1 posee un transpondedor lineal U/V fabricado por AMSAT Argentina llamado LUSEX para ofrecer servicios a la comunidad de radioaficionados.

## Nombres
A pesar de que los satélites llevan como nomenclatura oficial ÑuSat, Satellogic le pone apodos a cada uno de los satélites como tradición desde el lanzamiento de su primer satélite apodado Capitán Beto.
Los dos primeros satélites (ÑuSat 1 y 2) llevaron el apodo "Fresco" y "Batata" respectivamente, en referencia al típico postre argentino conformado por dulce de batata y queso fresco.
En agosto de 2016, Satellogic junto al Ministerio de Ciencia, Tecnología e Innovación Productiva presentaron Mi huella en el espacio, una convocatoria donde el público podía decidir el apodo de ÑuSat 3.
Finalmente, el apodo ganador fue "Milanesat", en referencia a la milanesa, plato típico de la cocina argentina. Propuesto por un usuario de reddit, el nombre se impuso sobre otras tres opciones.
| Nombre   | Apodo     | En homenaje a            | Fecha                   | Resultado | Notas                                                                            |
| -------- | --------- | ------------------------ | ----------------------- | --------- | -------------------------------------------------------------------------------- |
| ÑuSat 1  | Fresco    | Postre "Fresco y Batata" | 30 de mayo de 2016      | Éxito     | Primer nanosatélite comercial de la Argentina                                    |
| ÑuSat 2  | Batata    | Postre "Fresco y Batata" | 30 de mayo de 2016      | Éxito     | Primer nanosatélite comercial de la Argentina                                    |
| ÑuSat 3  | Milanesat | Milanesa                 | 15 de junio de 2017     | Éxito     | Propuesto por un usuario de reddit, ganador del concurso Mi huella en el espacio |
| ÑuSat 4  | Ada       | Ada Lovelace             | 2 de febrero de 2018    | Éxito     |                                                                                  |
| ÑuSat 5  | Maryam    | Maryam Mirzajani         | 2 de febrero de 2018    | Éxito     |                                                                                  |
| ÑuSat 6  | Hypatia   | Hipatia                  | 2 de septiembre de 2020 | Éxito     |                                                                                  |
| ÑuSat 7  | Sophie    | Sophie Germain           | 15 de enero de 2020     | Éxito     |                                                                                  |
| ÑuSat 8  | Marie     | Marie Curie              | 15 de enero de 2020     | Éxito     |                                                                                  |
| ÑuSat 9  | Alice     | Alice Ball               | 6 de noviembre de 2020  | Éxito     |                                                                                  |
| ÑuSat 10 | Caroline  | Carolina Herschel        | 6 de noviembre de 2020  | Éxito     |                                                                                  |
| ÑuSat 11 | Cora      | Cora Ratto de Sadosky    | 6 de noviembre de 2020  | Éxito     |                                                                                  |
| ÑuSat 12 | Dorothy   | Dorothy Vaughan          | 6 de noviembre de 2020  | Éxito     |                                                                                  |
| ÑuSat 13 | Emmy      | Emmy Noether             | 6 de noviembre de 2020  | Éxito     |                                                                                  |
| ÑuSat 14 | Hedy      | Hedy Lamarr              | 6 de noviembre de 2020  | Éxito     |                                                                                  |
| ÑuSat 15 | Katherine | Katherine Johnson        | 6 de noviembre de 2020  | Éxito     |                                                                                  |
| ÑuSat 16 | Lise      | Lise Meitner             | 6 de noviembre de 2020  | Éxito     |                                                                                  |
| ÑuSat 17 | Mary      | Mary Jackson             | 6 de noviembre de 2020  | Éxito     |                                                                                  |
| ÑuSat 18 | Vera      | Vera Rubin               | 6 de noviembre de 2020  | Éxito     |                                                                                  |
| ÑuSat 19 | Rosalind  | Rosalind Franklin        | 30 de junio de 2021     | Éxito     |                                                                                  |
| ÑuSat 20 | Grace     | Grace Hopper             | 30 de junio de 2021     | Éxito     |                                                                                  |
| ÑuSat 21 | Elisa     | Elisa Bachofen           | 30 de junio de 2021     | Éxito     |                                                                                  |
| ÑuSat 22 | Sofya     | Sofia Kovalévskaya       | 30 de junio de 2021     | Éxito     |                                                                                  |

## Galería

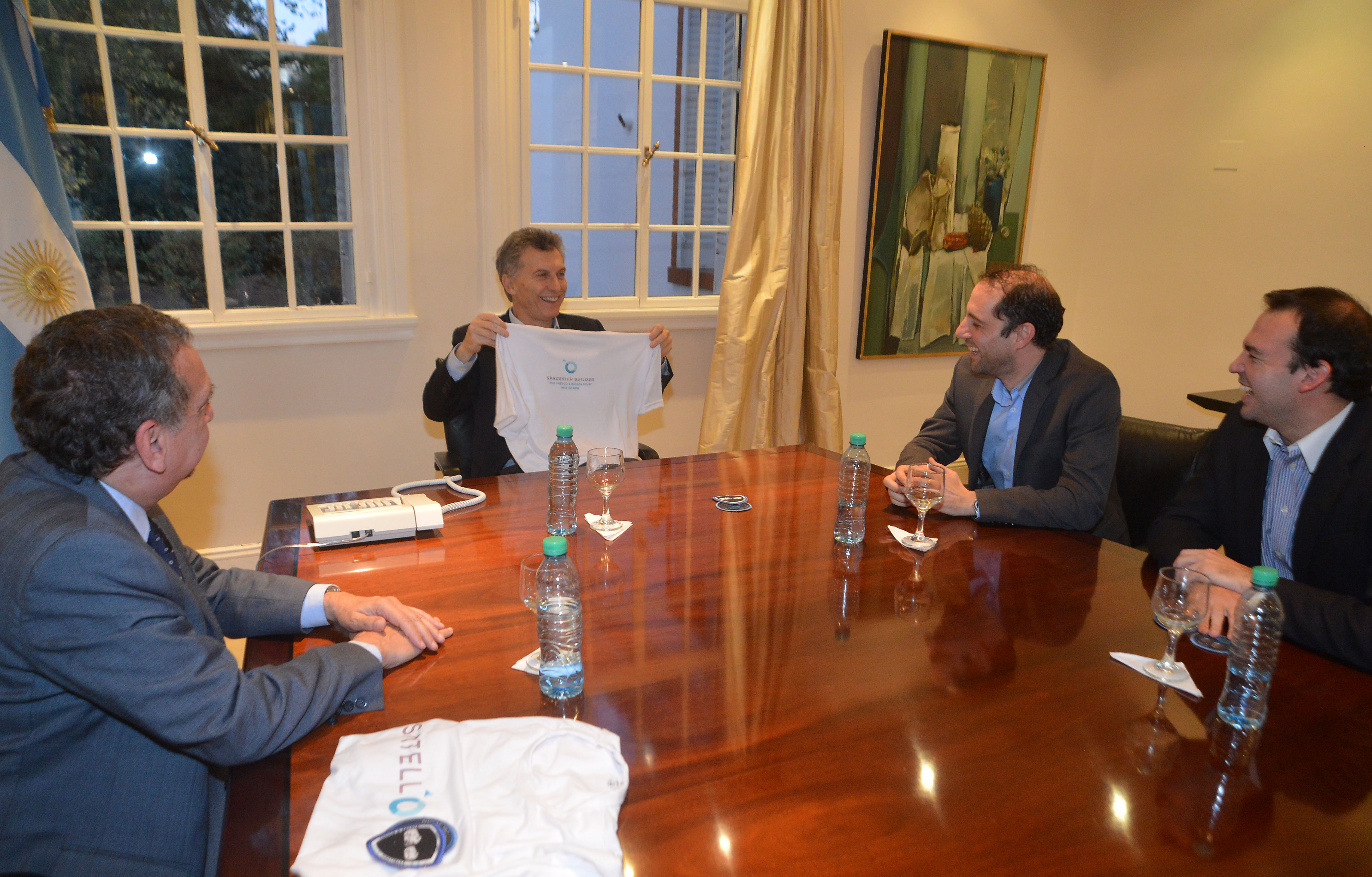
Mauricio Macri junto a directivos de Satellogic tras el lanzamiento de los satélites ÑuSat 1 y 2
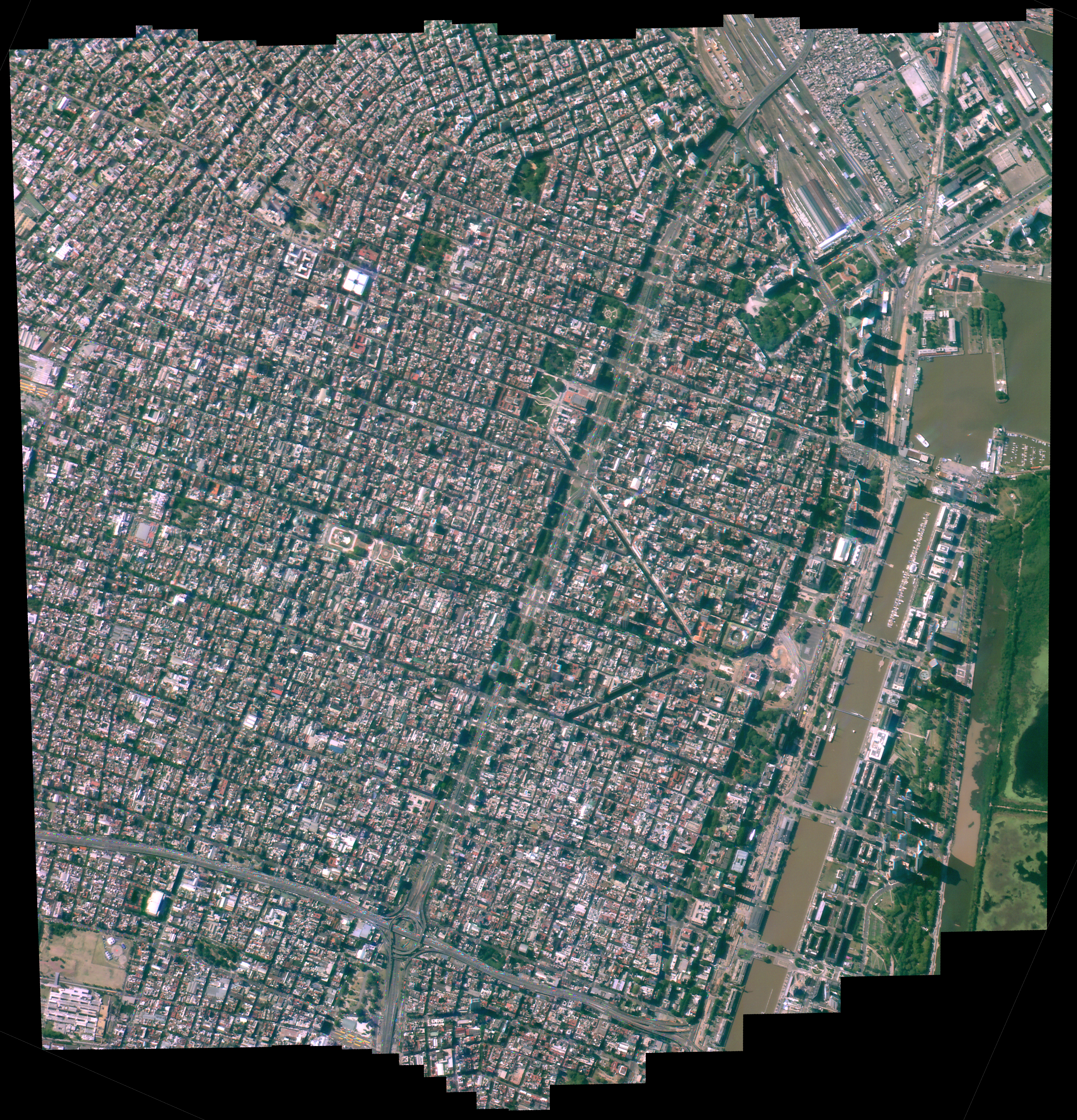
Buenos Aires vista por un satélite ÑuSat